# Логинов, Артём Сергеевич
Артём Сергеевич Логинов (род. 16 апреля 1978, Казань) — российский сценарист и продюсер, основатель компании «Good Story Media».

## Биография
В 1999 году окончил финансово-кредитный факультет Казанского финансово-экономического института. В 2002 году окончил аспирантуру, кандидат экономических наук. Во время учёбы в институте играл в команде КВН «Четыре татарина», в составе которой дважды становится финалистом Высшей лиги КВН в (1998, 2005). В 1998—2005 годах — ведущий автор команды КВН «Четыре татарина».
С 2004 года — автор, создатель и сценарист проектов: «Студенты» (РЕН ТВ), «Папенькин сынок» (РЕН ТВ), «Кадетство» (СТС), «Папины дочки» (СТС), «Универ» (ТНТ). С 2007 года — креативный продюсер сериала «Папины дочки» (СТС). С 2007 года — креативный продюсер компании «Костафильм».
В 2008 году совместно с Антоном Щукиным и Антоном Зайцевым создали продюсерскую компанию «Good Story Media» («Гуд Стори Медиа»), производящую популярные телесериалы: «Воронины», «Как я встретил вашу маму», «Реальные пацаны», «Восьмидесятые», «Молодожёны», «Физрук», «Сладкая жизнь», «ЧОП».
Член Академии Российского Телевидения с 2010 года.
Женат, трое детей.

## Награды
- В 2010 году получает ТЭФИ за сериал «Воронины» в номинации «Ситком»
- В 2014 году выходит в финал ТЭФИ с сериалом «Физрук» в категории «Дневной эфир / Ситком» в составе «Good story media» («Гудсторимедиа»).
- Медаль «За труды в культуре и искусстве» (18 сентября 2023 года) — за заслуги в развитии средств массовой информации и многолетнюю добросовестную работу[1].

## Творческие достижения

### Полнометражные фильмы

#### Продюсер (Good Story Media)
- «Реальные пацаны против зомби» (2020)
- «Батя» (2021)

### Телефильмы

#### Продюсер (Good Story Media)
- «Год свиньи» (ТНТ-Premier, 2018)
- «На край света» (ТНТ-Premier, 2019)
- «Золотое кольцо» (ТНТ, 2020)

### Телесериалы

#### Сценарист
- «Студенты» (РЕН ТВ, 2004)
- «Кадетство» (СТС, 2007)

#### Автор сценария
- «Папенькин сынок» (РЕН ТВ, 2006)

#### Креативный продюсер
- «Папины дочки» (СТС, 2007)
- «Универ» (ТНТ, 2008)

#### Продюсер (Good Story Media)
- «Воронины» (сезоны 1—14, 2009—2014, СТС)
- «Как я встретил вашу маму» (2010, СТС)
- «Реальные пацаны» (2010—2023, ТНТ)
- «Большие надежды» (2011, MTV Россия)
- «Молодожёны» (2011—2012, СТС)
- «Восьмидесятые» (сезоны 1—4, 2012—2014, СТС)
- «Центральный микрофон» (2013, СТС)
- «Физрук» (2014—2017, ТНТ)
- «Сладкая жизнь» (2014—2016, ТНТ)
- «ЧОП» (2015—2016, ТНТ)
- «Кости» (2016, СТС)
- «Бедные люди» (2016, ТНТ)
- «Ольга» (2016—2023, ТНТ)
- «FUNTастика» (2016, СТС)
- «Улица» (2017—2018, ТНТ)
- «Конная полиция» (2018, ТНТ)
- «Звоните ДиКаприо!» (2018, ТНТ-PREMIER)
- «Год свиньи» (2018, ТНТ-PREMIER)
- «На край света» (2018, ТНТ-PREMIER)
- «Секта» (2019, ТНТ)
- «БИХЭППИ» (2019 — по настоящее время, ТНТ-PREMIER)
- «Патриот» (2020 — по настоящее время, ТНТ)
- «Мир! Дружба! Жвачка!» (2020—2023, Premier)
- «Территория» (2020—2023, ТНТ, Premier)
- «Контакт» (2021—2023, Premier)
- «Исправление и наказание» (2022—2024, ТНТ)
- «С нуля» (2022, Premier)
- «Как друзья Захара женили» (2024, Кинопоиск, Okko)
- «Прелесть» (2024, Premier)